# Myrcia subrugosa
Myrcia subrugosa är en myrtenväxtart som beskrevs av Hjalmar Frederik Christian Kiaerskov. Myrcia subrugosa ingår i släktet Myrcia och familjen myrtenväxter. Inga underarter finns listade i Catalogue of Life.